# More Than Human
More Than Human é um romance de ficção científica de 1953 do escritor americano Theodore Sturgeon. É uma revisão e expansão de sua novela de 1952, Baby Is Three, que é delimitada por duas partes adicionais escritas para o romance ("The Fabulous Idiot" e "Morality"). Ganhou o Prêmio Internacional de Fantasia de 1954, que também era concedido a obras de ficção científica. Foi também nomeado em 2004 para o prêmio "Retro Hugo" referente ao ano de 1954. O crítico e editor de ficção científica David Pringle incluiu-o em seu livro Science Fiction: The 100 Best Novels.
A Simon & Schuster publicou uma versão em história em quadrinhos de More Than Human em 1978, intitulada Heavy Metal Presents Theodore Sturgeon's More Than Human. Foi ilustrado por Alex Niño e roteirizado por Doug Moench.

## Introdução ao enredo
O romance aborda a união de seis pessoas extraordinárias com poderes estranhos que são capazes de "blesh" (uma junção de "blend" e "mesh") e suas habilidades. Dessa forma, eles conseguem agir como um único organismo. Eles progridem em direção a uma consciência gestalt madura, chamada homo gestalt, o próximo passo na evolução humana.

## Resumo do enredo
A primeira parte do romance, The Fabulous Idiot, narra o nascimento da gestalt. No começo, somos apresentados ao mundo de Lone, conhecido como o "Idiota", um homem de 25 anos com habilidades telepáticas que vive na rua. Ele sabe que pode fazer as pessoas fazerem o que ele quer, mas nunca experimentou uma conexão humana real. Um dia ele conhece Evelyn Kew, uma mulher inocente completamente protegida em uma casa isolada por seu pai dominador. Ela é a primeira pessoa com quem ele se conecta mental e fisicamente. O pai de Evelyn descobre o relacionamento e mata Evelyn e a si mesmo. Durante esse incidente, Lone escapa por pouco de uma surra do pai; sangrando e quase morto, ele é encontrado e adotado pelos Prodds, um casal de fazendeiros pobres, e vive com eles por cerca de sete anos. Quando a Sra. Prodd engravida, o casal está prestes a pedir para Lone ir embora, mas ele faz com que sua partida pareça ter sido ideia dele. Lone constrói um abrigo na floresta e logo recebe a companhia de três crianças fugitivas: Janie, uma menina de oito anos com um dom telecinético, e as gêmeas Bonnie e Beanie, que não podem falar, mas possuem a habilidade de se teletransportar. Lone retorna à fazenda e descobre que a Sra. Prodd morreu após dar à luz um bebê "mongoloide". Alterando as memórias de Prodd para que ele pense que sua esposa está viajando e eles nunca tiveram um filho, Lone adota o bebê, que tem uma capacidade mental fenomenal e pensa quase como um computador. Juntos, Lone, Janie, os gêmeos e Baby formam o que mais tarde será chamado de homo gestalt. O velho caminhão de Prodd está sempre atolado na lama, e quando Lone pede uma solução a Baby, Baby ajuda Lone a construir um gerador antigravidade. Ele o instala na caminhonete de Prodd, apenas para descobrir que Prodd partiu para a Pensilvânia.
A segunda parte do romance é Baby is Three, que ocorre vários anos depois de The Fabulous Idiot. Gerry Thompson, um menino de rua que cresceu em instituições abusivas, é possivelmente sociopata. Ele consulta um psiquiatra, tentando reconstruir sua memória. Gerry fugiu da instituição e foi acolhido por Lone. Eles viveram em uma caverna reformada até encontrarem a casa abandonada em Kew. Lone morreu em um acidente e Gerry posteriormente se tornou o líder da gestalt. Após sua morte, Lone instruiu as crianças a procurarem a irmã de Evelyn, Alicia. Em sua casa urbana, eles eram educados e alimentados sob seus cuidados. Logo, porém, Gerry aprendeu que a domesticação e a normalização haviam enfraquecido sua gestalt. Ele matou Alicia, e o grupo voltou a viver sozinho na floresta. Na verdade, as habilidades telepáticas de Gerry são mais fortes que as de Lone. Sua amnésia foi causada porque Alicia acidentalmente transmitiu suas memórias para a mente dele quando se conheceram, desencadeada por sua forte reação emocional ao ouvir as palavras "O bebê tem três anos". Ele descobriu sobre toda a vida dela, incluindo seu relacionamento passado com Lone, em uma fração de segundo. Depois de ser ajudado pelo psiquiatra, Gerry apaga a memória do homem sobre ele.
A terceira e última parte do romance é a Morality. Novamente, isso ocorre vários anos após a parte anterior. O tenente Hip (Hipócrates) Barrows é um engenheiro talentoso que trabalhou para a Força Aérea dos EUA até o incidente que o levou à prisão, primeiro em um asilo de loucos e depois na prisão. Janie, agora adulta, faz amizade com ele e o ajuda a recuperar a saúde. Ele lentamente se lembra do que aconteceu. Ele descobriu alguns efeitos estranhos em um campo de tiro antiaéreo. Os projéteis de treinamento disparados em uma determinada área eram todos inúteis. Barrows faz testes magnéticos e finalmente descobre a máquina antigravidade, ainda no velho caminhão enferrujado na fazenda próxima. Gerry sabe da investigação de Hip e se passa por um soldado comum que o auxilia. Quando encontram o caminhão, Gerry lança o antigravidade no espaço para impedir que Hip o recupere. Ele então ataca Hip mentalmente para fazê-lo parecer louco, levando-o a um colapso mental e amnésia. Gerry faz isso porque Baby o informou das consequências (se o antigravitacional fosse descoberto, isso levaria a uma guerra terrível ou ao colapso total da economia mundial) e que algo tão importante certamente seria rastreado. Ajudado por Janie, Hip recupera a memória, e eles vão para a casa isolada de Kew, onde a gestalt está vivendo novamente. Gerry tenta atacar Hip novamente. Em vez disso, ele encontra Hip preparado para este momento, imaginando em sua mente um código de moralidade. Isso faz com que o Hip se funda como a última parte da gestalt, sua consciência. Como resultado dessa conclusão, a gestalt é telepaticamente recebida e acolhida na comunidade preexistente de outras gestalts ao redor do mundo. Na conclusão Gerry:
Ele se via como um átomo e sua gestalt como uma molécula. Ele via esses outros como uma célula entre células, e via no todo o design do que, com alegria, a humanidade se tornaria.

Ele sentia um crescente e sufocante senso de adoração, e o reconhecia pelo que sempre foi para a humanidade: autorrespeito.

## Recepção
O crítico do New York Times, Villiers Gerson, colocou o romance entre os melhores do ano, elogiando-o por "uma prosa poética e comovente e uma razão de ser profundamente examinada". Groff Conklin descreveu More Than Human como "uma obra-prima de invenção... escrita em uma prosa pouco educada que ainda tem uma individualidade poética e pancromática". Boucher e McComas elogiaram-no por "sua prosa cristalina, seu intenso calor humano e sua profundidade de sondagem psicológica", bem como sua "trama hábil e onda incessante de ação", considerando-o "uma das provas mais impressionantes até agora da possibilidade da ficção científica como parte da literatura convencional". P. Schuyler Miller elogiou o romance como um dos melhores do ano, dizendo que Sturgeon "tem a poesia e o estilo de Bradbury sem nunca ficar fraco". Escrevendo no Hartford Courant, o crítico RW Wallace elogiou More Than Human, dizendo "Em sua sabedoria psicológica e sua profunda humanidade, este romance é uma das melhores realizações da ficção científica." Em sua coluna "Livros" para F&SF, Damon Knight selecionou o romance de Sturgeon como um dos 10 melhores livros de FC da década de 1950.
Escrevendo em 1975, RD Mullen declarou que em More Than Human, "[Sturgeon] tinha um tema bem adequado aos seus talentos e inclinações, [e] o resultado é um livro que evita muito bem a pieguice que estraga a maior parte de sua obra. Este livro não é uma obra-prima, mas chega bem perto." Aldiss e Wingrove descobriram que o romance "transcende seus próprios termos e se torna a maior declaração de Sturgeon sobre um de seus temas obsessivos, a solidão e como curá-la." Em 2012, o romance foi incluído no conjunto de dois volumes da Biblioteca da América American Science Fiction: Nine Classic Novels of the 1950s, editado por Gary K. Wolfe.